# ولی پوینت (ویرجینیای غربی)
ولی پوینت، ویرجینیای غربی (به انگلیسی: Valley Point, West Virginia) یک منطقهٔ مسکونی در ایالات متحده آمریکا است که در شهرستان پرستون، ویرجینیای غربی واقع شده‌است.

## خصوصیات
ولی پوینت ۵۹۰٫۱ متر بالاتر از سطح دریا واقع شده‌است.